# International Superstar Soccer Deluxe
International Superstar Soccer Deluxe (ISS Deluxe), i Japan känt som Jikkyou World Soccer 2: Fighting Eleven, är ett fotbollsspel, och uppföljaren till International Superstar Soccer, som utvecklades och utgavs av Konamis, KCEO division. Denna Deluxe-version släpptes först till SNES, sedan till Mega Drive och slutligen till Playstation.
Spelet innehåller 36 olika landslag och man kan välja mellan att spela internationell turnering, världsliga, scenarier eller mini-cuper och serier.

### Fotnoter
1. ↑  ”International Superstar Soccer Deluxe” (på engelska). Gamefqas. 15 mars 1995. Arkiverad från originalet den 28 februari 2014. https://web.archive.org/web/20140228142906/http://www.gamefaqs.com/snes/588391-international-superstar-soccer-deluxe. Läst 15 maj 2014.